# Futebol nos Jogos Pan-Americanos de 2019 - Feminino
O torneio feminino de futebol nos Jogos Pan-Americanos de 2019 foi disputado entre 28 de julho e 9 de agosto no Estádio Universidad San Marcos, em Lima. Oito equipes participaram do evento.

## Medalhistas
|  | COL Colômbia |  | ARG Argentina |  | CRC Costa Rica |
|  | Catalina Pérez Stefany Castaño Michell Lugo Carolina Arias Daniela Arias Daniela Caracas Isabella Echeverri Natalia Gaitán Manuela Vanegas Jéssica Caro Daniela Montoya Diana Ospina Marcela Restrepo Leicy Santos Lady Andrade Mayra Ramírez Catalina Usme Oriánica Velásquez |  | Vanina Correa Solana Pereyra Agustina Barroso Aldana Cometti Virginia Gómez Adriana Sachs Eliana Stábile Gabriela Chávez Natalie Juncos Mariela Coronel Dalila Ippólito Miriam Mayorga Vanesa Santana Micaela Cabrera Mariana Larroquette Milagros Menéndez Yael Oviedo Yamila Rodríguez |  | Noelia Bermúdez Priscilla Tapia Lixy Rodríguez Carol Sánchez Daniela Cruz Fabiola Sánchez Gabriela Guillén María Paula Elizondo Stephannie Blanco Valeria del Campo Shirley Cruz Katherine Alvarado Raquel Rodríguez Gloriana Villalobos Mariana Benavides Priscila Chinchilla María Paula Salas Sofía Varela |

## Qualificação
Um total de oito equipes se classificaram para competir, quatro equipes da CONMEBOL e quatro da CONCACAF. O método de qualificação adotado pela confederação sul-americana foi as equipes classificadas em terceira a quinta posição da Copa América Feminina de 2018. O Peru, por sua vez, classificou-se automaticamente por ser o país anfitrião. A melhor equipe de cada região (América do Norte, América Central e Caribe) no Campeonato Feminino da CONCACAF de 2018 se classificaram; no entanto, tanto os Estados Unidos quanto o Canadá se recusaram a participar para se concentrarem na Copa do Mundo, então o México ficou com a vaga na América do Norte, enquanto a Costa Rica também se qualificou por decisão da CONCACAF.

### Participantes
| Confederação | Região           | Métodos de qualificação                                           | Equipe           | Participação | Melhor desempenho        |
| ------------ | ---------------- | ----------------------------------------------------------------- | ---------------- | ------------ | ------------------------ |
| CONCACAF     | América do Norte | Campeonato Feminino da CONCACAF de 2018 (4–17 de outubro de 2018) | México           | 6ª           | Medalha de prata (1999)  |
| CONCACAF     | Caribe           | Campeonato Feminino da CONCACAF de 2018 (4–17 de outubro de 2018) | Jamaica          | 2ª           | Fase de grupos (2007)    |
| CONCACAF     | América Central  | Campeonato Feminino da CONCACAF de 2018 (4–17 de outubro de 2018) | Panamá           | 2ª           | Fase de grupos (2007)    |
| CONCACAF     | América Central  | Última vaga definida pela CONCACAF                                | Costa Rica       | 5ª           | Medalha de bronze (1999) |
| CONMEBOL     | América do Sul   | Qualificado automaticamente                                       | Peru (país sede) | 1ª           | Estreante                |
| CONMEBOL     | América do Sul   | Copa América Feminina de 2018 (4–22 de abril de 2018)             | Argentina        | 5ª           | Quarto lugar (2003)      |
| CONMEBOL     | América do Sul   | Copa América Feminina de 2018 (4–22 de abril de 2018)             | Colômbia         | 3ª           | Medalha de prata (2015)  |
| CONMEBOL     | América do Sul   | Copa América Feminina de 2018 (4–22 de abril de 2018)             | Paraguai         | 2ª           | Fase de grupos (2007)    |

## Sorteio
O sorteio do torneio foi realizado em 12 de abril de 2019, na sede da Federação Peruana de Futebol, em Lima. As oito equipes foram divididas em dois grupos de quatro, sendo que cada grupo foi formado por duas equipes da CONCACAF e duas equipes da CONMEBOL. O Peru (anfitrião) foi semeado na quarta posição do grupo B, enquanto as sete equipes restantes foram colocadas em dois potes de acordo com a confederação.
| Pote CONCACAF                    | Pote CONMEBOL               |
| -------------------------------- | --------------------------- |
| Costa Rica Jamaica México Panamá | Argentina Colômbia Paraguai |

As equipes da CONCACAF foram sorteadas primeiro e atribuídas às duas primeiras posições nos grupos. Depois, as equipes da CONMEBOL foram sorteadas e as duas primeiras equipes completaram as posições restantes do grupo A, enquanto que as duas últimas integraram o grupo B. O sorteio resultou nos seguintes grupos:
| Pos. | Equipe   |
| ---- | -------- |
| A1   | México   |
| A2   | Jamaica  |
| A3   | Paraguai |
| A4   | Colômbia |

| Pos. | Equipe     |
| ---- | ---------- |
| B1   | Panamá     |
| B2   | Costa Rica |
| B3   | Argentina  |
| B4   | Peru       |

## Fase de grupos
Todas as partidas seguem o fuso horário (UTC−05:00).
| Legenda | Legenda                                               | Legenda |
| ------- | ----------------------------------------------------- | ------- |
|         | Seleções classificadas à fase final                   |         |
|         | Seleções classificadas para a disputa do quinto lugar |         |
|         | Seleções classificadas para a disputa do sétimo lugar |         |

### Grupo A
| Pos | Equipe   | Pts | J | V | E | D | GP | GC | SG | Classificado  |
| --- | -------- | --- | - | - | - | - | -- | -- | -- | ------------- |
| 1   | Paraguai | 7   | 3 | 2 | 1 | 0 | 5  | 2  | +3 | Semifinais    |
| 2   | Colômbia | 5   | 3 | 1 | 2 | 0 | 4  | 2  | +2 | Semifinais    |
| 3   | México   | 4   | 3 | 1 | 1 | 1 | 5  | 4  | +1 | 5º - 6º lugar |
| 4   | Jamaica  | 0   | 3 | 0 | 0 | 3 | 1  | 7  | −6 | 7º - 8º lugar |

| 28 de julho de 2019 | México                    | 2–0       | Jamaica | Estadio Universidad San Marcos   |
| 10:00               | Palacios 39' · Corral 58' | Relatório |         | Árbitro: Elizabeth Tintaya (PER) |

| 28 de julho | Paraguai | 0 – 0     | Colômbia | Estádio Universidad San Marcos, Lima |
| 13:00       |          | Relatório |          | Árbitro: BRA Deborah Cecilia         |

| 31 de julho | México    | 1 – 2     | Paraguai                    | Estádio Universidad San Marcos, Lima |
| 10:00       | Mayor 36' | Relatório | Cristaldo 9' · Sandoval 45' | Árbitro: URU Silvia Ríos             |

| 31 de julho de 2019 | Jamaica | 0–2       | Colômbia        | Estadio Universidad San Marcos  |
| 13:00               |         | Relatório | Santos 58', 85' | Árbitro: Milagros Arruela (PER) |

| 3 de agosto | México                          | 2 – 2     | Colômbia                    | Estádio Universidad San Marcos, Lima |
| 10:00       | Caracas 59' (g.c.) · Corral 87' | Relatório | Echeverri 26' · Vanegas 36' | Árbitro: ECU Susana Corella          |

| 3 de agosto de 2019 | Paraguai                              | 3–1       | Jamaica          | Estadio Universidad San Marcos   |
| 13:00               | J. Martínez 4', 63' · Quintana 90'+1' | Relatório | Hudson-Marks 31' | Árbitro: Elizabeth Tintaya (PER) |

### Grupo B
| Pos. | Seleção    | Pts | J | V | E | D | GP | GC | SG |
| ---- | ---------- | --- | - | - | - | - | -- | -- | -- |
| 1    | Costa Rica | 7   | 3 | 2 | 1 | 0 | 6  | 2  | +4 |
| 2    | Argentina  | 7   | 3 | 2 | 1 | 0 | 4  | 0  | +4 |
| 3    | Panamá     | 1   | 3 | 0 | 1 | 2 | 2  | 5  | –3 |
| 4    | Peru       | 1   | 3 | 0 | 1 | 2 | 2  | 7  | –5 |

| 28 de julho | Panamá    | 1 – 3     | Costa Rica                       | Estádio Universidad San Marcos, Lima |
| 17:30       | Mills 14' | Relatório | Chinchilla 73', 85' · Blanco 79' | Árbitro: ECU Susana Corella          |

| 28 de julho | Argentina                       | 3 – 0     | Peru | Estádio Universidad San Marcos, Lima |
| 20:30       | Larroquette 6', 88' · Oviedo 9' | Relatório |      | Árbitro: CHI Dione Rissios           |

| 31 de julho | Panamá | 0 – 1     | Argentina       | Estádio Universidad San Marcos, Lima |
| 17:30       |        | Relatório | Larroquette 66' | Árbitro: VEN Yercinia Correa         |

| 31 de julho | Costa Rica                         | 3 – 1     | Peru         | Estádio Universidad San Marcos, Lima |
| 20:30       | Rodríguez 55', 90+3' · Sánchez 84' | Relatório | Otiniano 14' | Árbitro: BOL Adriana Farfán          |

| 3 de agosto | Costa Rica | 0 – 0     | Argentina | Estádio Universidad San Marcos, Lima |
| 17:30       |            | Relatório |           | Árbitro: URU Silvia Ríos             |

| 3 de agosto | Panamá        | 1 – 1     | Peru         | Estádio Universidad San Marcos, Lima |
| 20:30       | Cox 39' (pen) | Relatório | Otiniano 41' | Árbitro: VEN Yercinia Correa         |

## Classificação do 5º-8º lugar

### Disputa pelo sétimo lugar
| 6 de agosto de 2019 | Jamaica  | 1–0       | Peru | Estadio Universidad San Marcos |
| 10:00               | Grey 26' | Relatório |      | Árbitro: Adriana Farfán (BOL)  |

### Disputa pelo quinto lugar
| 6 de agosto | México                                               | 5 – 1     | Panamá            | Estádio Universidad San Marcos, Lima |
| 13:00       | Ovalle 1' · Rodriguez 13' · Mayor 21' · Martínez 70' | Relatório | Riley 90+1' (pen) | Árbitro: PER Milagros Arruela        |

## Fase final
|  | Semifinais          | Semifinais          |       |                     | Medalha de ouro     | Medalha de ouro |  |
|  |                     |                     |       |                     |                     |                 |  |
|  | 6 de agosto – 17:30 |                     |       |                     |                     |                 |  |
|  | Paraguai            | 0                   |       |                     |                     |                 |  |
|  | Argentina           | 3                   |       |                     |                     |                 |  |
|  |                     |                     |       |                     |                     |                 |  |
|  |                     |                     |       |                     | 9 de agosto – 17:30 |                 |  |
|  |                     |                     |       |                     | Argentina           | 1 (6)           |  |
|  |                     | Colômbia (p)        | 1 (7) |                     |                     |                 |  |
|  |                     |                     |       |                     |                     |                 |  |
|  |                     |                     |       |                     |                     |                 |  |
|  |                     |                     |       |                     | Medalha de bronze   |                 |  |
|  | 6 de agosto – 20:30 | 6 de agosto – 20:30 |       | 9 de agosto – 20:30 | 9 de agosto – 20:30 |                 |  |
|  | Costa Rica          | 3                   |       | Paraguai            | 0                   |                 |  |
|  | Colômbia (pro)      | 4                   |       |                     | Costa Rica          | 1               |  |

### Semifinais
| 6 de agosto | Paraguai | 0 – 3     | Argentina                                        | Estádio Universidad San Marcos, Lima |
| 17:30       |          | Relatório | Larroquette 13' (pen) · Cometti 20' · Oviedo 34' | Árbitro: CHI Dione Rissios           |

| 6 de agosto | Costa Rica                      | 3 – 4 (pro) | Colômbia                                        | Estádio Universidad San Marcos, Lima |
| 20:30       | C. Sánchez 59', 87' · Salas 89' | Relatório   | Santos 30' · Gaitán 33' · Ospina 68' · Usme 93' | Árbitro: BRA Deborah Cecilia         |

### Disputa pelo bronze
| 9 de agosto | Paraguai | 0 – 1     | Costa Rica  | Estádio Universidad San Marcos, Lima |
| 17:30       |          | Relatório | D. Cruz 82' | Árbitro: URU Silvia Ríos             |

### Disputa pelo ouro
| 9 de agosto | Argentina   | 1 – 1 (pro) | Colômbia | Estádio Universidad San Marcos, Lima |
| 20:30       | Barroso 41' | Relatório   | Usme 33' | Árbitro: ECU Susana Corella          |

|                                                           |       | Penalidades                                            |  |
| Larroquette Stábile Santana Cometti Oviedo Barroso Chávez | 6 – 7 | Usme Restrepo Gaitán Echeverri Santos Vanegas C. Arias |  |

## Premiação
| Campeão Pan-Americano de 2019 |
| ----------------------------- |
| Colômbia (1º título)          |

## Classificação final
| Pos.              | Equipe     | Campanha | Campanha | Campanha | Campanha | Campanha | Campanha |
| Pos.              | Equipe     | V        | E        | D        | GP       | GC       | SG       |
| ----------------- | ---------- | -------- | -------- | -------- | -------- | -------- | -------- |
| Medalha de ouro   | Colômbia   | 2        | 3        | 0        | 9        | 6        | +3       |
| Medalha de prata  | Argentina  | 3        | 2        | 0        | 8        | 1        | +7       |
| Medalha de bronze | Costa Rica | 3        | 1        | 1        | 10       | 6        | +4       |
| 4                 | Paraguai   | 2        | 1        | 2        | 5        | 6        | –1       |
| 5                 | México     | 2        | 1        | 1        | 10       | 5        | +5       |
| 6                 | Panamá     | 0        | 1        | 3        | 3        | 10       | –7       |
| 7                 | Jamaica    | 1        | 0        | 3        | 2        | 7        | –5       |
| 8                 | Peru       | 0        | 1        | 3        | 2        | 8        | –6       |

## Artilharia
| 4 golos (1) - ARG Mariana Larroquette 3 golos (2) - COL Leicy Santos - CRC Carol Sánchez 2 golos (9) - ARG Yael Oviedo - COL Catalina Usme - CRC Priscila Chinchilla - CRC Raquel Rodríguez - MEX Charlyn Corral - MEX Stephany Mayor - MEX Sizbeth Ovalle - PAR Jessica Martínez - PER Steffani Otiniano 1 gol (20) - ARG Aldana Cometti - ARG Agustina Barroso - COL Isabella Echeverri - COL Natalia Gaitán - COL Diana Ospina - COL Manuela Vanegas - CRC Stephannie Blanco - CRC Daniela Cruz - CRC María Paula Salas - JAM Mireya Grey - JAM Chanel Hudson-Marks - MEX Katty Martínez - MEX Kiana Palacios - MEX Kimberly Rodríguez - PAN Marta Cox - PAN Natalia Mills - PAN Karla Riley - PAR Laurie Cristaldo - PAR Dulce Quintana - PAR Fabiola Sandoval Gols contra (1) - COL Daniela Caracas (para o México) |